# Marie-Josèphe Jude
Pour les articles homonymes, voir Jude.
Marie-Josèphe Jude, née le 25 février 1968 à Nice, est une pianiste française.

## Biographie
Née d'un père français, magistrat, et d'une mère sino-vietnamienne, c'est à Nice que Marie-Josèphe Jude suit ses premières leçons de harpe et de piano. Encouragée par György Cziffra, elle entre dès l'âge de 13 ans au Conservatoire national supérieur de musique de Paris où elle reçoit l'enseignement d'Aldo Ciccolini pour le piano et de Jean Hubeau pour la musique de chambre. Elle y obtient à peine trois ans plus tard un Premier prix de piano, ainsi qu'une licence de concert de harpe à l'École normale de musique de Paris. Elle est admise en cycle de perfectionnement dans la classe de Jean-Claude Pennetier.
Elle est l'interprète favorite du compositeur Maurice Ohana, mais travaille aussi le répertoire classique et romantique. Elle est finaliste du Concours international de piano Clara-Haskil en 1989 et obtient la Victoire de la musique classique « Nouveaux Talents » en 1995.
Elle est invitée régulièrement dans de nombreux festivals dont la Folle Journée de Nantes, sous la direction de René Martin.
Marie-Josèphe Jude enregistre essentiellement pour le label Lyrinx, qui l’a fait connaître par le premier volume de l'intégrale des œuvres pour piano seul de Brahms (entamée en 1993, cinq CD à ce jour). Ses enregistrements ont été souvent récompensés par la presse spécialisée, notamment ceux consacrés à Brahms, à Mendelssohn, et à Clara Schumann, à Dutilleux et Ohana et à André Jolivet. Elle a par ailleurs gravé les Danses hongroises de Brahms dans la transcription pour piano à quatre mains avec Jean-François Heisser. En octobre 2011, elle publie un album Beethoven, avec trois sonates (Pathétique, Appassionata, Adieux).
Elle a été recrutée au Conservatoire national supérieur de musique et de danse de Lyon en septembre 2012, à la suite du départ de Denis Pascal. Depuis la rentrée 2016, elle enseigne au Conservatoire national supérieur de musique et de danse de Paris. 
Son frère, Charles Jude, est un ancien danseur étoile et l'ancien directeur du ballet de l'Opéra National de Bordeaux.
Après avoir été l'épouse du pianiste Jean-François Heisser avec qui elle a eu un fils, le pianiste Charles Heisser, Marie-Josèphe Jude est aujourd'hui mariée au pianiste Michel Béroff avec qui elle a eu une fille.

## Distinctions
- Chevalière de la Légion d'honneur (2021)
- Officière de l'ordre des Arts et des Lettres (2021)